# Ageltrude de Benevento
Ageltrude de Benevento (? - 27 d'agost de 923) va ser emperadriu consort i reina d'Itàlia.
Era la filla del príncep Adelchis de Benevent i Adeltruda. Es va casar amb Guisat a principis dels anys 880, quan encara era només el duc del Ducat de Spoleto i Camerino. Era esposa de Guiu III de Spoleto (va regnar 891–894) i mare de Lambert II de Spoleto (va regnar 894–898) Va ser regent pel seu fill, a qui va animar activament a oposar-se als seus enemics carolingis i a influir en les eleccions papals a favor seu.
En 894 va acompanyar al seu jove fill de 14 anys, Lamberto, a Roma perquè fos confirmat com a emperador pel Papa Formós, que va donar suport al pretendent carolingi, Arnulf de Caríntia. El 896, ella i el seu fill es van refugiar a Spoleto quan Arnulf va marxar a Roma i va ser coronat en oposició a Lambert. Arnulf aviat va quedar paralitzat per un cop i Formós va morir. Ageltruda ràpidament va interferir per afirmar la seva autoritat a Roma i va triar al seu candidat com a Papa Esteve VI. A petició d'ella i de Lambert, el cos de Formós va ser desenterrat i jutjat, convicte i llançat al Riu Tíber en el Concili Cadavèric. Lambert es va convertir en Lambert II de Spoleto.